# La Haye : le chemin menant à Rijswijk
La Haye : le chemin menant à Rijswijk est une peinture à l'huile  sur panneau  de bois réalisée par Paulus Constantijn la Fargue. Datée entre 1751 et 1800 environ, elle mesure 37,5 × 53 cm de large et est conservée au musée des Augustins de Toulouse.

## Description
Ce tableau de Paulus Constantijn la Fargue a été peint entre 1751 et 1800 environ. L’œuvre fait partie de la collection du musée des Augustins de Toulouse depuis 1892, date du legs de la collection de Pierre Maury de 52 objets. La toile est signée en bas à gauche, sur le bord du chemin, de la main de l’artiste. On distingue les mots suivants « P. C. la Fargue pinx », autrement dit « Paulus Constantijn La Fargue l’a peint ».

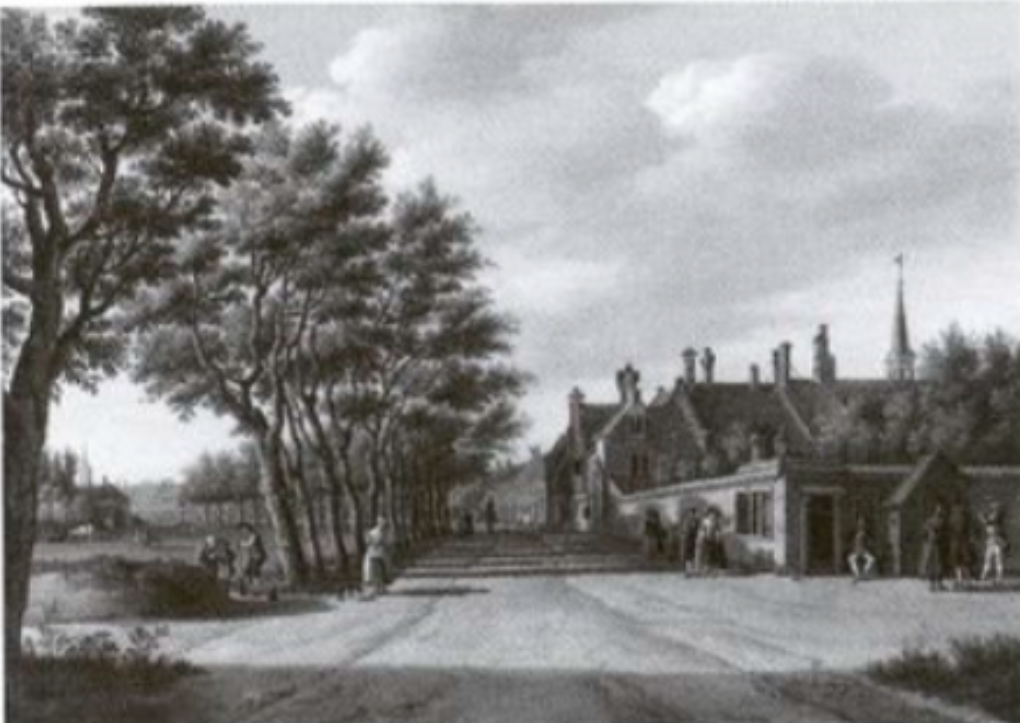
Paulus Constantijn la Fargue, Le Bocht van Guinea près du Wagenbrug, 1772, La Haye, Haags Historisch Museum (inv. no 10-1927).

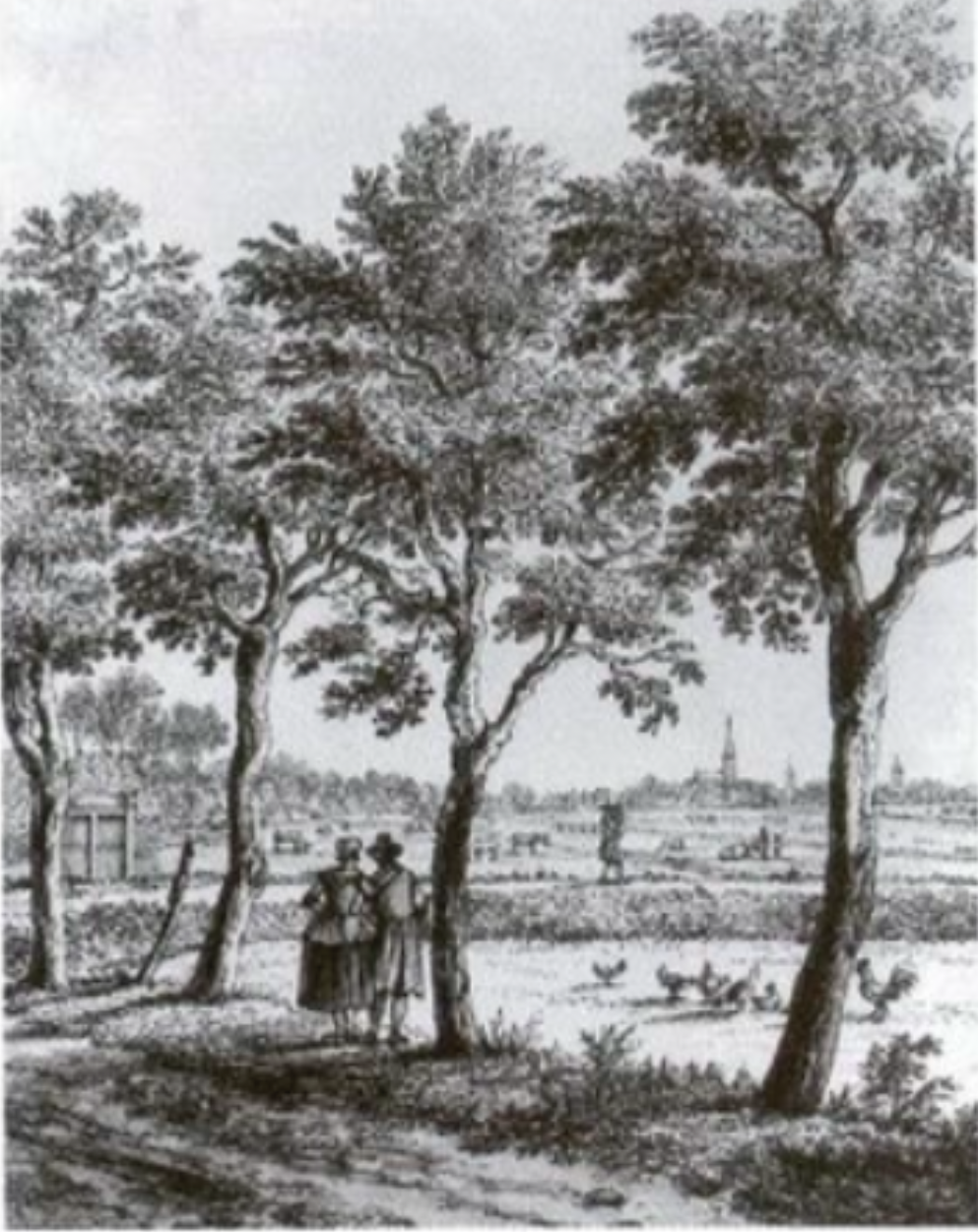
Paulus Constantijn la Fargue, Vue de Rijkswijk, plume, encres noire, grise et brune et lavis gris sur papier. La Haye, Gemeentearchief (inv. klA 725).

Le titre de l’œuvre est La Haye : le chemin menant à Rijswijk (Rijswijkseweg). En effet, l’œuvre représente une allée, en pleine nature, bordée par quelques habitations à gauche ainsi que des chemins qui semblent la relier à d’autres villages. En plein chemin ou sur l’herbe, baignés par une douce lumière, on observe des habitants occupés dans leurs besognes quotidiennes. Précisément, il s'agit du chemin qui menait au village de Rijswijk, à la porte sud-est de La Haye (le Wagenbrug), dont on aperçoit à droite le clocher de la vieille église et plus loin encore la ville de Delft. Le chemin qui croise le Rijswijkseweg, le Hoockaaytje porte aujourd'hui le nom de Oranjelaan (allée des Orange) et rejoint le Hoefkade (quai des sabots). Le virage portait alors le nom de Bocht van Guinea (le virage de Guinée). À gauche, derrière les habitations dont il était question plus haut, se trouvait l'ancienne léproserie (leproo-shuis), et au-delà, un canal parallèle au chemin de Rijswijk.
La Fargue, peintre de la vie haguenoise, s'est surtout attaché à représenter des vues topographiques. Les scènes de campagne comme celle-ci sont plutôt rares dans son œuvre. L’œuvre intitulée la Vue du Bocht van Guinea du Historisch Museum de La Haye (inv. no 10-1927) est probablement le pendant du tableau La Haye : le chemin menant à Rijswijk. Tous deux semblent avoir un format semblable et représentent le même lieu mais selon une direction différente. La Vue du Bocht van Guinea représente le même endroit depuis la direction opposée, c'est-à-dire en regardant vers La Haye.
Bien que son pendant soit daté de 1772, il n'est pas sûr que l’œuvre La Haye : le chemin menant à Rijswijk lui soit exactement contemporaine. Ici l’artiste représente des maisons avec des façades de bois de type médiéval tandis que dans son pendant, La Frague représente des maisons en brique ainsi que la porte d’entrée de l'ancienne léproserie. Là encore, cette porte est absente dans le tableau La Haye : le chemin menant à Rijswijk. Il semblerait donc peu probable que les tableaux aient été peints à la même période. Néanmoins, on peut imaginer que la représentation n'est pas exactement fidèle à la réalité, même si La Fargue réalisait des esquisses prises sur le motif. Ses dessins indépendants et ses esquisses préparatoires furent utilisés par ses frères Jacob Elias et Isaac Louis Karel, dont il ne nous est parvenu aucun exemplaire.

## Analyse
Au tournant du XVIIe siècle, après la révolte contre la domination espagnole et la création des Provinces-Unies, les Pays-Bas sont séparés en deux entités politiques opposées par la religion. De chaque côté de la frontière, le contexte de la commande artistique change et évolue. Dans les Pays-Bas du Sud, restés catholiques, la peinture religieuse s’impose tandis qu’au nord, d’autres genres artistiques se développent. Émergent alors les tableaux de paysage avec une importance croissante.
Au XVIIIe siècle, La Fargue suit les traces de Jan van der Heyden en adoptant un genre novateur, celui du paysage urbain. Tout comme les vues urbaines du maître, les œuvres de La Fargue se distinguent par leur objectivité « topographique », la clarté de l’atmosphère et la présence d’anecdotes à travers les figures humaines. Cependant, la précision et la fidélité à la scène observée sont en grande partie illusoires. L'impression d’objectivité provient en grande partie de l’aspect graphique de la peinture. Les personnages, et surtout les éléments architecturaux, sont d’abord définis par leurs contours. Les pavés, un motif également apprécié par van der Heyden, sont représentés dans leur abondance. Le choix du point de vue permet de mettre en avant la profondeur du paysage, rythmée par les arbres. Ce choix confère à la composition un équilibre, probablement le fruit d’ajustements effectués après l'esquisse réalisée sur place.
Il est intéressant de noter que La Fargue, tout comme ses contemporains, a souvent traité le sujet de l’allée bordée d’arbres. La lumière douce de la fin de journée, à la fois blanche et dorée à l'horizon, se fait encore plus tangible par le contre-jour des arbres et leurs ombres projetées. Dans cet environnement de couleurs claires, les personnages ajoutent des touches à peine colorées. En pleine activité quotidienne, ces figures rendent le paysage à la fois charmant et léger, bien que leur présence semble quelque peu artificielle.